# Abbans-Dessous
 Abbans-Dessous  es una población y comuna francesa, en la Región de Borgoña-Franco Condado, departamento de Doubs, en el distrito de Besançon y cantón de Saint-Vit.

## Demografía
| Gráfica de evolución demográfica de Abbans-Dessous entre 2005 y 2019 |
|                                                                      |

Fuentes: INSEE.

## Políticos
Elecciones Presidential Segunda Vuelta:
| Elección | Elección | Candidato Ganador | Partido | %     |
| -------- | -------- | ----------------- | ------- | ----- |
|          | 2022     | Emmanuel Macron   | LREM    | 50,35 |
|          | 2017     | Emmanuel Macron   | EM      | 52,14 |
|          | 2012     | François Hollande | PS      | 50,00 |
|          | 2007     | Nicolas Sarkozy   | UMP     | 53,73 |
|          | 2002     | Jacques Chirac    | RPR     | 65,26 |